# Uppåt igen
Uppåt igen är en svensk komedifilm från 1941 i regi av Gösta Cederlund.

## Handling
Loffe, som är arbetslös, står och säljer jultidningar. Han träffar en kamrat som bjuder hem honom på julmiddag. Trots att kamraten är konkursmässig får Loffe 50 kr i julklapp när han går. Han investerar pengarna i en polerarverkstad, han köper gammalt silver, polerar upp det och säljer. Det går bra och han försöker söka upp sin vän för att tacka honom för sitt nya liv.

## Om filmen
Filmen spelades in i januari och februari 1941 i ateljé i Stockholm samt på Stortorget. Den hade premiär den 21 mars 1941 och är barntillåten. Filmen har även visats på TV4 och Kanal Global.

## Rollista
- Elof Ahrle - Loffe Lund
- Birgit Rosengren - Ulla
- Vera Valdor - Maj Svensson
- Willy Peters - Bengt Svensson
- Torsten Hillberg - Wilhelm Svensson
- Ruth Weijden - Hulda Eriksson
- Sven Bertil Norberg - Kurt
- Märta Arbin - fru Svensson
- Thorbjörn Widell - Majs andra fästman

### Ej krediterade
- Ragnar Widestedt - advokat Hansson
- Theodor Berthels - professor Danielsson
- Arne Lindblad - Esse, auktionsspekulant
- Carl Ström - auktionsspekulant
- Artur Rolén - ena detektiven
- Walter Lindström - andra detektiven
- Helga Brofeldt - Silver-Olles ena släkting
- Greta Stave - Silver-Olles andra släkting
- Aurora Åström - Lisa
- Astrid Bodin - Mina
- Greta Berthels - Klara
- Werner Ohlson - Patentlåset, hälare
- Elvin Ottoson - disponenten i cigarraffären
- Folke Pilo - advokaten i cigarraffären
- Edla Rothgardt - portvaktsfrun
- Gösta Bodin - en direktör i telefon
- Sickan Castegren - pensionatsinnehavarinna
- David Erikson - bokkommissionär
- Tord Andersén - ung man i cigarraffären
- Mona Geijer-Falkner - kokerska hos grosshandlare Svensson
- Uno Larsson - äldre spekulant på auktionen
- Stig Johanson - mustaschprydd man på auktionen
- Ingemar Holde - ung man på auktionen
- Ebba Ringdahl - kvinna med pälsmössa på auktionen
- Erik Forslund - äldre man på auktionen
- Helge Kihlberg - äldre man på auktionen
- Erik Johansson - man på auktionen
- Björn Palmgren - ung man på auktionen
- Oscar Heurlin - auktionsförrättaren
- Martha Colliander - dam som köper jultidningar
- Lillebil Kjellén - ung dam som inte köper jultidningar
- Manetta Ryberg - kvinna på julmarknaden som tappar ett paket
- Robert Ryberg - man med krimmermössa på julmarknaden
- Tryggve Jerneman - tidningsläsande man i direktör Lindgrens väntrum
- Gunnar Almqvist - man på gatan när Bengt smiter
- Gösta Cederlund - filmens regissör

## Musik i filmen
- Nu är det jul igen ..., sång Elof Ahrle
- Alla tiders tyrolare, musik Leon Liljequist, sång Elof Ahrle (Alla tiders polerare)
- Det ska' vi bli två om, musik Ernfrid Ahlin, text Gus Morris, sång Elof Ahrle
- Har du sett ett sån't gemak, musik Nils Edstam, text Einar Molin, sång Elof Ahrle och Birgit Rosengren
- Oppåt igen, musik Ernfrid Ahlin, Nils Edstam, Einar Molin och Karl Henrik Henrüd, text Einar Molin, sång Elof Ahrle, Birgit Rosengren, Torsten Hillberg, Ruth Weijden, Willy Peters, Astrid Bodin, Vera Valdor, Märta Arbin och Thorbjörn Widell